# Испанская валенсия
Испанская валенсия (лат. Valencia hispanica) — вид пресноводных лучепёрых рыб из семейства валенсиевых отряда карпозубообразных.

## Ареал и среда обитания
Эндемик Испании: обитает вдоль Средиземноморского побережья на юге Каталонии и в Валенсии. Также обитала в окрестностях Перпиньяна во Франции, но была там истреблена.
Естественная среда обитания испанской валенсии — болота, пресноводные источники, прибрежные пресноводные лагуны и водные потоки, их соединяющие.

## Описание
Это маленькая рыбка от светло-коричневого до жёлтого цвета. Размер взрослых самцов колеблется в пределах 4—8 см, отличаются от самок наличием ободка оранжевого цвета у плавников. Кроме того, самки немного крупнее своих самцов того же возраста.
Стайная рыба, образующая небольшие косяки. Она плотоядна, питается насекомыми, личинками, червями и так далее.

## Природоохранный статус
Испанская валенсия занесена в список «видов, находящихся на грани полного исчезновения» в Испании и в МСОП. Её численность сократилась в результате мелиорации земель, которая была довольно интенсивна в Валенсии в 1980-е годы из-за туристического бума. Последовавшее за этим увеличение численности людей также привело к увеличению загрязнения и интродукции видов, причем оба фактора ещё больше повредили популяции рыбы.
В последнее время испанская валенсия является объектом программы сохранения и реинтродукции, проводимой департаментом окружающей среды регионального правительства Валенсии, который стремился обратить вспять дальнейшее снижение численности вида.